# Jeanne Laurent
Pour les articles homonymes, voir Laurent.
Jeanne Laurent, née le 7 mai 1902 à Cast et morte le 13 octobre 1989 à Garches, est une haute fonctionnaire, chartiste, résistante et auteure française.
Elle est l'initiatrice de la politique de décentralisation théâtrale sous la Quatrième République.

## Biographie
Fille d'agriculteurs bretons, elle fait ses études à l'École nationale des chartes et soutient une thèse sur la quévaise en Bretagne.
En 1930, elle entre au ministère de l'Éducation nationale et au secrétariat de la Commission nationale des monuments historiques, puis est nommée au secrétariat d'État aux Beaux-Arts en 1939.
Sous l'Occupation, elle fréquente l'association Jeune France, mise en place par Pierre Schaeffer et Emmanuel Mounier (véritable préfiguration d'un ministère de la culture à venir, et rêvé par Jean Zay avant guerre) avec des financements du régime de Vichy pendant un an et demi, de novembre 1940 à mars 1942, le temps que le pouvoir ne s'aperçoive que ses propres objectifs ne sont pas suivis. On y retrouve, outre Schaeffer, notamment Paul Flamand, André Clavé, Jean Vilar, Jean Bazaine, Alfred Manessier.
Elle participe à la Résistance auprès de Germaine Tillion.
Elle est nommée en 1946 sous-directrice des spectacles et de la musique à la direction générale des Arts et Lettres au ministère de l'Éducation nationale par Jacques Jaujard. À ce poste pendant six ans, elle développe une politique de décentralisation théâtrale, désirant accroître la diffusion du théâtre en province, et le populariser.
Elle crée les premiers centres dramatiques nationaux : en 1946 à Colmar, le centre dramatique de l'Est, avec Roland Piétri pour une saison, puis, avec André Clavé de 1947 à fin 1952, et, à Saint-Étienne, la Comédie de Saint-Étienne avec Jean Dasté en 1947, qui avait déjà créé son propre centre à Grenoble,en octobre 1945. Elle participe, la même année, à la fondation du festival d'Avignon. Suivront les centres dramatiques nationaux du Grenier de Toulouse (1948), du centre dramatique de l'Ouest (1949) et de la comédie de Provence (1952). En 1951, elle propose à Jean Vilar de lancer la renaissance du Théâtre national populaire. Elle met également en place un concours des jeunes compagnies et une subvention à la première pièce, afin d'encourager de nouveaux talents.
Sans plan établi, elle profite des circonstances et de son réseau d'amitié et de connaissances (Jean Vilar, Jean Dasté, André Clavé, etc.) pour implanter le théâtre hors de Paris, et s'appuie sur les talents qui émergent en région, plutôt que de nommer des comédiens en province depuis Paris. Ainsi, elle encourage les villes alsaciennes à protester contre la perte de financement des théâtres de la région, du fait de la fin de la tutelle allemande, ce qui mène à la constitution du CDN de l'Est. Les autres centres dramatiques nationaux reposent également tous sur une troupe régionale existante (le Grenier à Toulouse, la troupe de Dasté à Saint-Étienne, le théâtre de Baty à Aix-en-Provence, etc.). Elle contribue à la mise en place d'une animation au château de Kerjean.
Isolée au sein du secrétariat d'État des Beaux-Arts, et critiquée par la presse et les directeurs de théâtre parisiens, elle est mutée à l'arrivée d'Antoine Pinay en octobre 1952, au Service universitaire des relations avec l'étranger et l'outre-mer, intégré rapidement au ministère de la Coopération. Malgré cette mise à l'écart, qui a suscité de nombreuses protestations et interrogations, elle continue de contribuer par écrit à la réflexion pour une action théâtrale de l'État, et publie deux essais, La République et les Beaux-Arts (1955) et Arts et pouvoirs en France de 1793 à 1981. Histoire d'une démission artistique (1982).
Elle prend sa retraite d'administrateur hors classe en 1967. Elle meurt le 13 octobre 1989 à Garches.
Ses papiers personnels sont conservés au département des Arts du spectacle de la Bibliothèque nationale de France.

## Publications
- La République et les beaux-arts, Paris : Julliard, 1955, 226 p.
- préface à Ces femmes de théâtre, de Rosamond Gilder, trad. Brigitte Chabrol, Olivier Perrin, 1967 [éd. originale américaine, Enter the actress : the first women in the theatre, The Riverside Press, 1931]
- Un monde rural en Bretagne au XVe siècle La quévaise, Les Éditions de l’EHESS, Paris, 1972, 442 p.
- Bretagne et Bretons, Arthaud, 1974, 151-[68] p.
- Arts et pouvoirs en France de 1793 à 1981. Histoire d'une démission artistique, Saint-Étienne : CIEREC, 1982, 184 p.
- À propos de l'École des beaux-arts, Paris : École nationale supérieure des beaux-arts, 1987, 175 p.

## Archives

### Fonds
- Un fonds Jeanne Laurent[7] a été déposé à la bibliothèque Yves-Le Gallo[8] du Centre de recherche bretonne et celtique (CRBC) de l'université de Bretagne occidentale. Il comprend des dossiers de presse et des correspondances.

### Films
- Georges Groult, Un public de 14 juillet : 1946 -1968 Les années fondatrices de la décentralisation du théâtre, INA, 2006
- Daniel Cling, Une aventure théâtrale - 30 ans de décentralisation, TS productions, Union des Artistes, 2017[9]